# Sophronica rufina
Sophronica rufina là một loài bọ cánh cứng trong họ Cerambycidae.